# Mentos
Mentos (Ме́нтос) — жевательное драже, пользующееся популярностью во всём мире. Марка «Ментос» принадлежит компании «Перфетти Ван Мелле», которая производит также Chupa Chups, Meller и жевательные конфеты Fruittella. Впервые драже было произведено в Германии в начале 1950-х гг. Драже имеют форму сжатого сфероида, снаружи покрыты твёрдой вкусовой оболочкой, под которой находится жевательная составляющая. Классическая упаковка содержит 14 конфет. Также под маркой «Ментос» в настоящее время производится несколько сортов жевательной резинки. Под этой маркой выкладываются не только конфеты, но и напитки.

## Реакция с газированными напитками

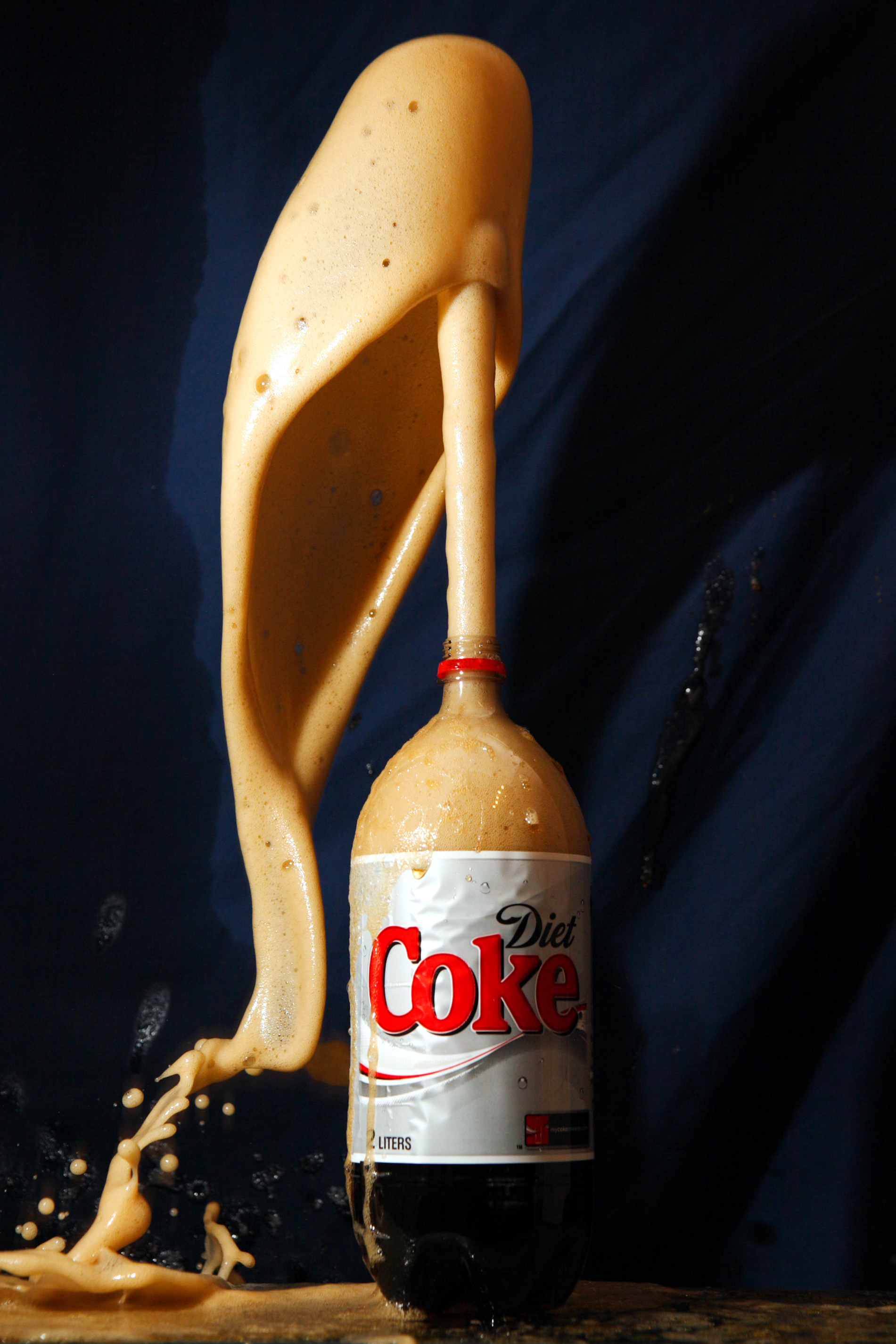
Кола + Ментос

При попадании драже в кока-колу или в любые другие газированные напитки происходит активное выделение растворённого в напитке газа, приводящее к резкому вспениванию. Примечательно, что кислотно-щелочная реакция практически не участвует в этом процессе. Причина вспенивания в шероховатостях поверхности драже, которые служат центрами высвобождения углекислого газа. Процесс также усиливается добавками в напитке, такими как подсластитель аспартам (заменитель сахара). Подсластитель уменьшает поверхностное натяжение жидкости, что в свою очередь облегчает выделение газа. Объём бутылки также играет роль, то есть поднимающиеся пузырьки являются вторичными центрами выделения газа. Другие ингредиенты, которые играют роль в процессе выделения газа: бензоат натрия (консервант) и кофеин в кока-коле; гуммиарабик и желатин в жевательных драже. Наиболее сильный эффект возникает с диетической колой и драже без глазури (более шероховатые и пористые).
Дополнительные исследование доказали, что реакция обусловлена физическими свойствами конфет и не связана с химическим составом..
На сегодняшний день рекорд по высоте фонтана из кока-колы составляет 9 метров, был поставлен Джейми Хайнеманом и Адамом Севиджем — ведущими передачи «Разрушители легенд». Предыдущий рекорд — около 5,5 м — был за открывателем этого явления, Стивом Спенглером.

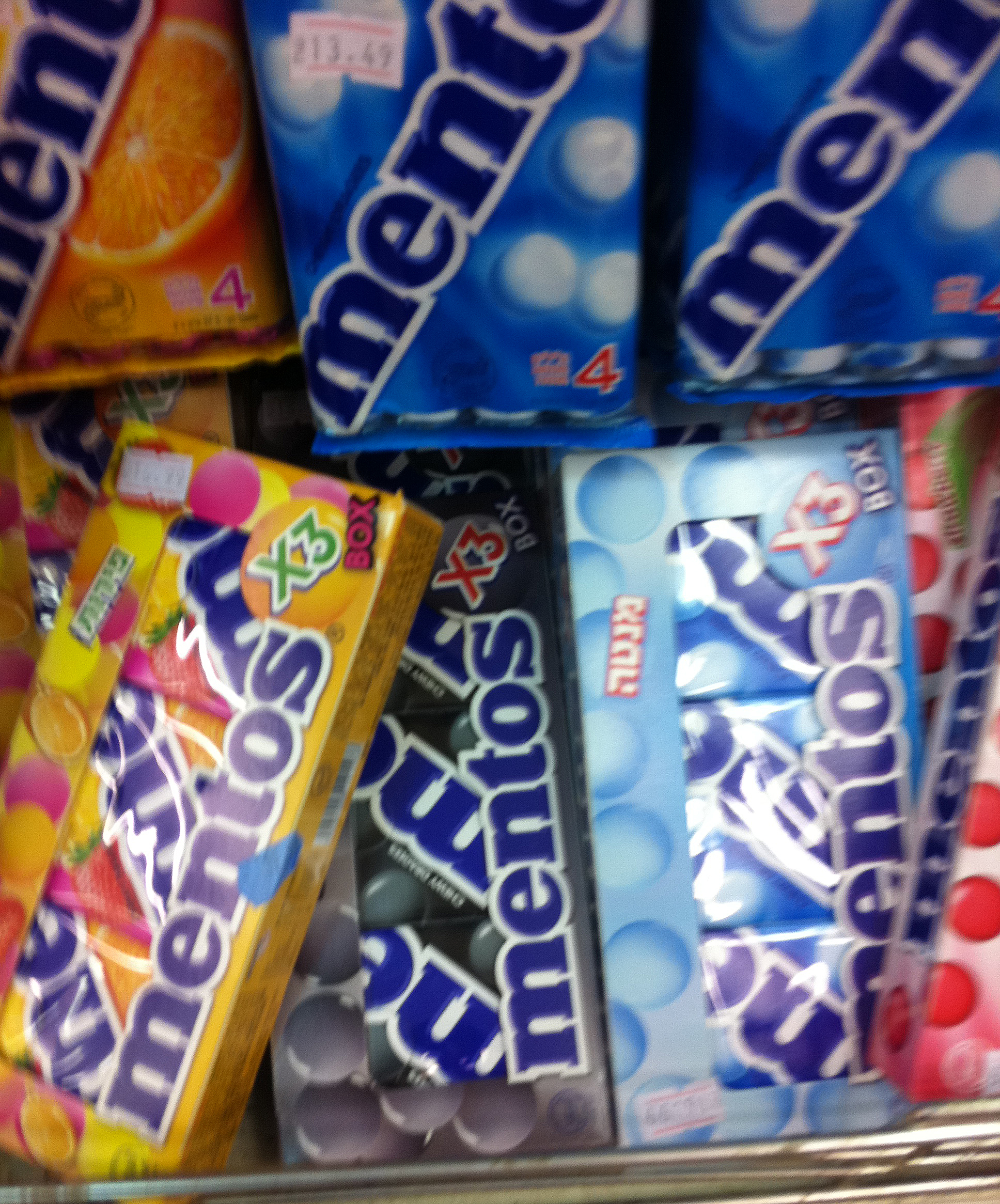
Ментос в пакетиках